# Aral (Kazakistan)
Aral (oppure Aralsk o Aral'sk, in kazako: Арал; in russo: Аральск) è una cittadina del Kazakistan, situata nella regione di Qyzylorda. Ha circa 30 000 abitanti ed è stata fondata nel 1905 lungo la ferrovia che collega Orenburg a Tashkent. Aralsk era precedentemente un porto da pesca commerciale sulle rive del Lago d'Aral ed era uno dei maggiori rifornitori di pescato nelle regioni vicine.

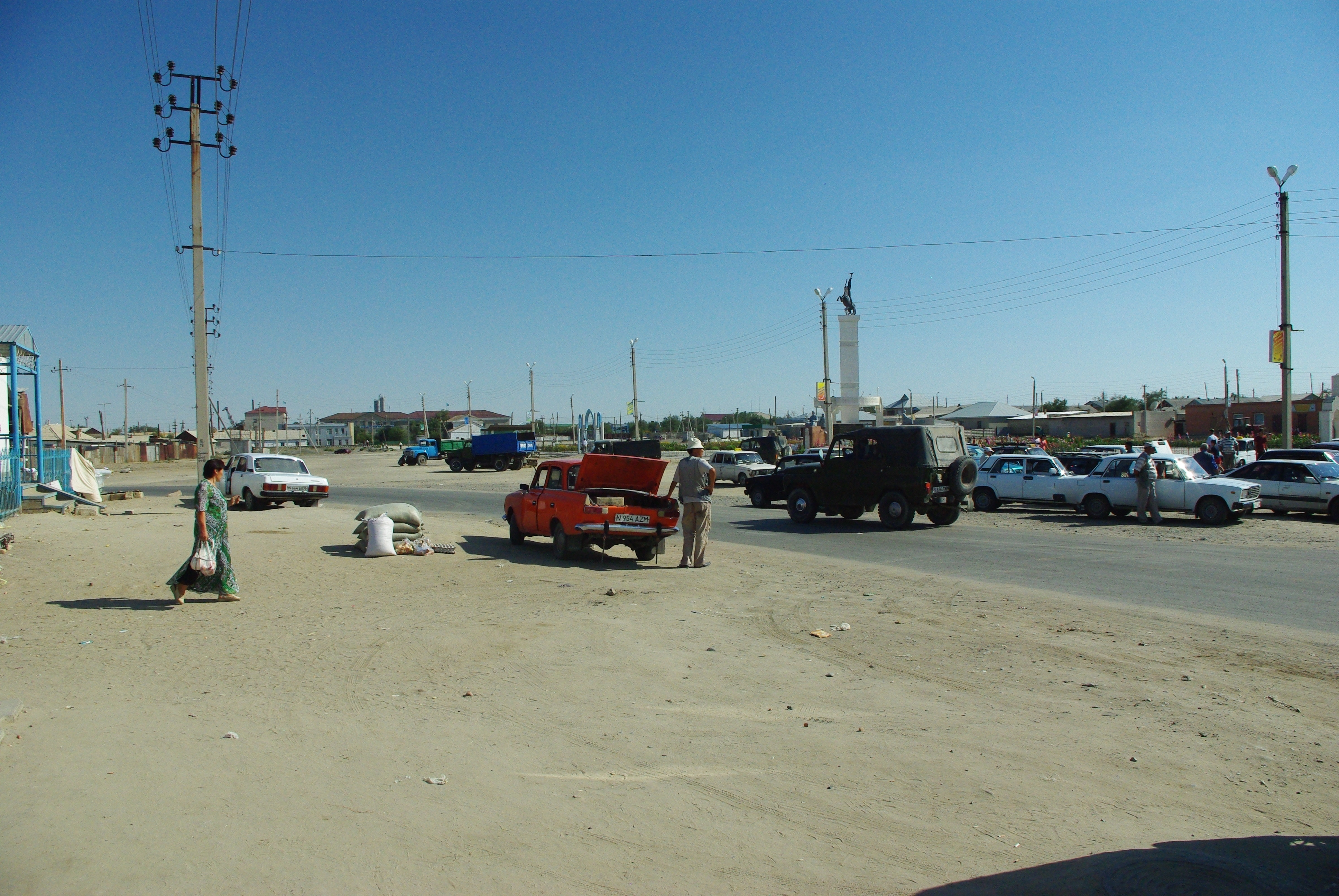
Una piazza di Aralsk

A causa del progressivo ritiro del Lago d'Aral, Aralsk, dagli anni '80 del XX secolo, si trova a circa 16 km dalla linea di costa. La costruzione della diga Kokaral del 1996 ha tuttavia invertito il processo di ritiro delle acque che hanno iniziato a riavvicinarsi alla costa originaria. Le autorità kazake sperano nel lungo termine, di poter riportare in funzione l'industria della pesca nella città di Aralsk.
La città disponeva anche di un aeroporto, ora in stato di abbandono, che veniva usato per i trasporti verso l'Isola di Vozroždenie e per i voli di supporto e recupero per il cosmodromo di Bajkonur.